# YF-20
YF-20はN2O4とUDMHをガス発生器サイクルで燃焼する中国の液体燃料 ロケットエンジンである。このエンジンを4基束ねてモジュール化したエンジンがYF-21である。高高度用の派生型として知られるYF-22は通常はYF-23 バーニア推進器と組み合わせて2段目用のYF-24推進モジュールの形態で使用される。補助ロケット用の新型はYF-25と称される。

## 派生型
原型のエンジンは風暴1号ロケット以降使用され、長征2号、長征3号と長征4号シリーズの主推進器である。
- YF-20: コアエンジン。元は風暴1号と長征2号Aで飛行した。[9][8][10]
- YF-20A: コアエンジン。[11]
- YF-20B (別名 DaFY5-1): コアエンジンで同様に補助ロケットでも使用された。[12][13][2]
- YF-20C: 同様に補助ロケット用に使用されるコアエンジン
- YF-20D: 同様に補助ロケット用に使用されるコアエンジン
- YF-20E: 同様に補助ロケット用に使用されるコアエンジン
- YF-22: 上段用にノズルを延長して膨張比を拡大した派生型。元はバーニアを備えず風暴1号の2段目で飛行して、YF-24としてYF-23バーニアを備えて長征2号Aに搭載された。[8][10]
- YF-22A: 上段用
- YF-22B (別名 DaFY20-1): 上段用[12][13]
- YF-22C: 上段用
- YF-22D: 上段用
- YF-22E: 上段用
- YF-25: 補助ロケット用

## モジュール
基本的にエンジンは複数台で使用され、1基のみで使用されるのは補助ロケット用のみである。通常は束ねてモジュール化される。
1段目用に関連するモジュール:
- YF-21: 4基のYF-20で構成されるモジュール。原型機は風暴1号と長征2号Aに搭載されて飛行。[8][10]
- YF-21A: 4基のYF-20Aで構成されるモジュール。改良型
- YF-21B (AKA DaFY6-2): 4基のYF-20Bで構成されるモジュール。推力が7%増強された改良型[12]
- YF-21C: 4基のYF-20Cで構成されるモジュール。改良型[16]
- YF-21D: 4基のYF-20Dで構成されるモジュール。改良型
- YF-21E: 4基のYF-20Eで構成されるモジュール。改良型

2段目の用途に関連するモジュール:
- YF-24: YF-22とYF-23バーニアで構成されるモジュール 長征2号Aに搭載されて初飛行した。[10]
- YF-24A: YF-22AとYF-23Aバーニアで構成されるモジュール。
- YF-24B: YF-22BとYF-23Bバーニアで構成されるモジュール。
- YF-24C: YF-22CとYF-23Cバーニアで構成されるモジュール。
- YF-24D: YF-22DとYF-23Dバーニアで構成されるモジュール。
- YF-24E: YF-22EとYF-23Eバーニアで構成されるモジュール。[16]